# طرح بازسازی بهتر
طرح بازسازی بهتر یک بسته پیش‌بینی شده ۷ تریلیون دلاری کمکی کووید ۱۹، اقتصادی و زیرساخت‌های آینده است که توسط رئیس‌جمهور بایدن ارائه شده‌است. این برنامه شامل سرمایه‌گذاری در زیرساخت‌ها و ایجاد ۱۰ میلیون شغل با انرژی پاک است. این هزینه‌ها همچنین شامل بودجه دولت در زمینه مسکن، آموزش، انصاف اقتصادی و مراقبت‌های بهداشتی می‌شود.
این طرح به سه قسمت تقسیم شده‌است: طرح نجات آمریکا، بسته امداد کووید ۱۹ که در مارس ۲۰۲۱ تصویب شد. طرح مشاغل آمریکایی، پیشنهادی برای بازسازی زیرساخت‌های آمریکا و ایجاد مشاغل و طرح خانواده‌های آمریکایی، پیشنهادی برای سرمایه‌گذاری در زمینه‌های مربوط به مراقبت و آموزش کودکان. از ۲۸ آوریل ۲۰۲۱، طرح نجات آمریکا تنها طرحی است که توسط رئیس‌جمهور جو بایدن به امضا رسیده‌است.

## چشم‌انداز
اندکی پیش از آغاز به کار جو بایدن به عنوان چهل و چهارمین رئیس‌جمهور ایالات متحده، بایدن اهداف زیر را برای دستور کار خود «بازسازی بهتر» عنوان کرد:
1. "ایجاد زیرساخت مدرن"
2. "ساخت صنعت خودروی آمریکا با فناوری اختراع شده در آمریکا برای پیروزی در قرن ۲۱ "
3. "دستیابی به بخش برق بدون آلودگی کربن تا سال ۲۰۳۵"
4. "انجام سرمایه گذاری چشمگیر در بهره وری انرژی در ساختمانها، از جمله تکمیل ۴ میلیون مقاوم سازی و ساخت ۱٫۵ میلیون خانه جدید با قیمت مناسب"
5. "پیگیری یک سرمایه گذاری تاریخی در نوآوری انرژی پاک"
6. "پیشرفت و پایداری کشاورزی و حفاظت"
7. "عدالت زیست محیطی امن و فرصت اقتصادی عادلانه"